# Irene Haller
Irene Haller (* 10. März 1908 in München; † 22. Juli 1999 in Heidelberg) war eine deutsche Sängerin, Schauspielerin und Pädagogin.

## Leben
Von 1941 bis 1945 war sie als Sängerin am Stadttheater Heidelberg engagiert. Irene Haller trat auch in Konzerten auf, sang die großen Altpartien in Oratorien und wurde vom Rundfunk als Lied-Sängerin engagiert.
1946 eröffnete sie das Studio Haller, eine Einrichtung zur Ausbildung von Schauspielern sowie Stätte zahlreicher Theateraufführungen, die bei ihr in dem 50 Sitzplätze fassenden Wohnzimmer in der Erwin-Rohde-Straße 2 in Heidelberg gegeben wurden. Ein halbes Jahrhundert hat sie das Heidelberger Kulturleben tatkräftig mitgestaltet.
1963 wirkte sie zusammen mit Fritz Nydegger, Helena Rosenkranz, Balduin Baas und Käte Jaenicke in der Fernsehfassung des Einakters Zitronen aus Sizilien von Luigi Pirandello unter der Regie von Ettore Cella mit.
Einer ihrer letzten Schüler war der 2001 verstorbene Schauspieler Oliver Hasenfratz, der als großes Talent und Shootingstar galt und in der Hauptrolle in Dieter Wedels „König von Sankt Pauli“ einem großen Publikum schlagartig bekannt wurde.
1984 erhielt Irene Haller das Bundesverdienstkreuz am Bande für ihre Arbeit.
Am 29. Juli 1999 wurde Irene Haller auf dem Handschuhsheimer Friedhof beigesetzt.